# Antiambientalismo

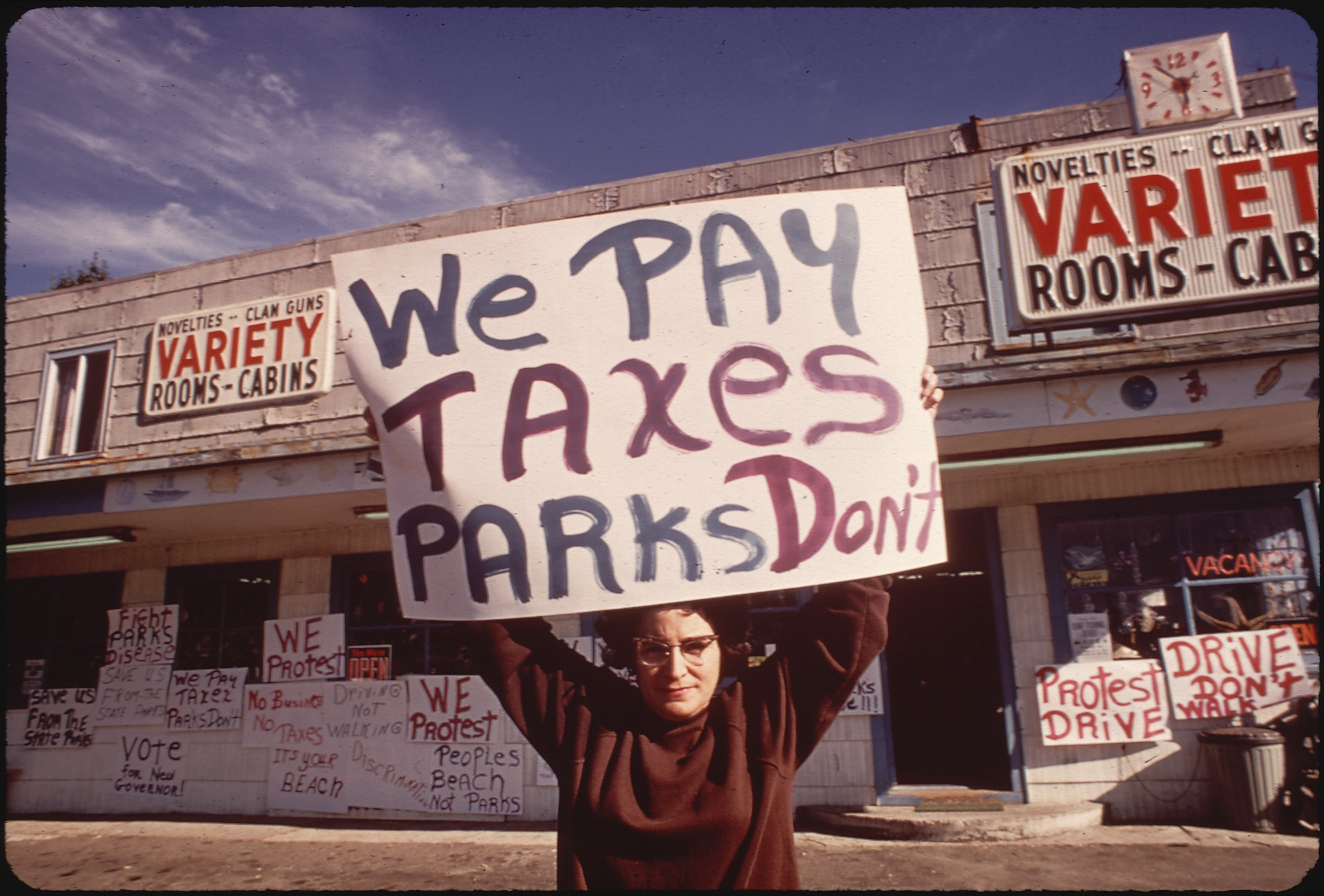
Dorothy Thierolf, empresaria de Ocean Beach y líder de la lucha para reabrir la playa cercana al tráfico de automóviles. Para proteger los bancos de almejas, el gobierno estatal había prohibido los automóviles en un corto tramo de playa durante los meses de verano. El 12 de agosto de 1972, la Sra. Thierolf encabezó una manifestación, en la que 200 automóviles recorrieron dos millas a través de la sección prohibida de la playa para protestar contra la prohibición.

El antiambientalismo es un movimiento opuesto al ambientalismo. Los antiambientalistas creen que la Tierra no se encuentra en un estado tan delicado como los ambientalistas dicen, oponiendo sus cinco mil millones de años a los 50 años del punto de vista ambientalista. Hay quienes creen que el ambientalismo nació de la sensación humana exagerada de su importancia, que el ambientalismo es una religión extremista debido a un escrutinio concordante, y/o que algunas facciones ambientalistas usan pseudociencia y tácticas de miedo o intimidación en una tentativa para forzar sus valores y su agenda política en los otros.

## Visión general
Paula Snyder y Peter Millson caracterizan la ideología ambientalista como no científica, irracional y antihumanista. Un ejemplo:

Lo que ahora llamamos el "ambientalismo" se basa en un miedo al cambio (Frank Furedi). Se basa en el miedo al resultado de la acción humana. Y, en consecuencia, no es de extrañar que cuando nos fijamos en los movimientos  xenófobos de  derecha en la Europa del siglo XIX, incluyendo el fascismo alemán a menudo se encontró que tenían una muy fuerte dinámica ambiental

## Críticas
Los críticos del antiambientalismo citan fuentes comunes para sus creencias, y un debate libre de diversos puntos de vista dentro de los círculos ambientalistas como una demostración de su objetividad.
Uno de los científicos brasileños que se oponen a lo que él se refiere como la falacia del calentamiento global es el Profesor de la USP Ricardo Augusto Felicio, que demuestra a través de sus charlas la inexistencia de estudios serios acerca del asunto. "Cuando se observa cualquier texto acerca del tema se verifica que las personas que lo suscriben no poseen formación científica en el área de actuación o no citan cualesquiera fuentes de estudios de rigor científico sobre el asunto".